# 세인트제임스윈드워드구

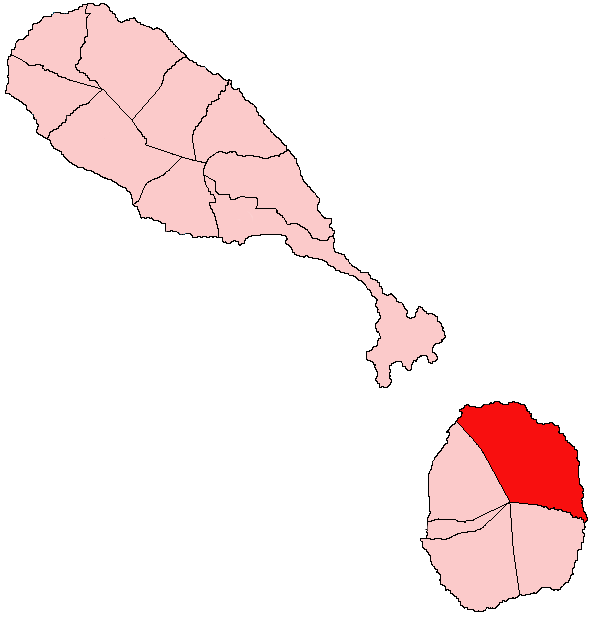
세인트제임스윈드워드구의 위치

세인트제임스윈드워드구(영어: Saint James Windward Parish)는 세인트키츠 네비스의 구로 행정 중심지는 뉴캐슬이며 면적은 32km2, 인구는 1,836명(2001년 기준), 인구 밀도는 57.38명/km2이다. 네비스섬 북동부에 위치한다.